# St. Simon (cheval)
St. Simon  (1881-1908) est un cheval de course pur-sang, considéré comme l'un des meilleurs chevaux du XIXe siècle et devenu l'un des étalons les plus importants de l'histoire de l'élevage.

## Carrière

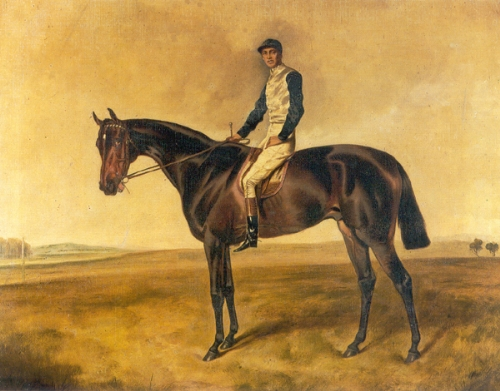

Le Prince Batthyány, aristocrate hongrois qui élevait des chevaux en Angleterre, dans le Suffolk, meurt en mai 1883, quelques jours avant les 2000 Guinées que devait remporter son élève Galiard. Ses effectifs sont dispersés lors d'une vente aux enchères, et le 2 ans St. Simon, qui n'a pas encore fait ses débuts, rejoint pour 1 600 guinées l'écurie du Duc de Portland et les boxes de l'entraîneur classique Matthew Dawson. St. Simon paraît en course pour la première fois dans les Halnaker Stakes à Goodwood au cœur de l'été et fait une énorme impression, s'imposant de six longueurs. Il remet ça le lendemain (!), et enchaîne les victoires, monté par le grand jockey Fred Archer. À la fin de l'année, après un duel en un contre un qui l'a opposé à Duke of Richmond, il est considéré comme le meilleur 2 ans d'Angleterre. 
Conséquence de la mort du Prince Batthyány, tous les engagements classiques de St. Simon sont annulés. Si bien que l'entourage du poulain doit renoncer à conquérir la Triple Couronne, c'est-à-dire boucler le triptyque 2000 Guinées-Derby-St. Leger. Et il y a des regrets à avoir car le poulain semble intouchable en cette année 1884. Il l'entame en écrabouillant le meilleur cheval de l'époque, le grand champion Tristan, de six longueurs dans un duel non officiel à Newmarket. Sa première course officielle n'est pas la plus difficile de sa carrière : il n'a tout simplement pas d'adversaire dans la Gold Cup d'Epsom et n'a qu'à rallier le poteau d'arrivée pour empocher la course, puisque personne n'a osé s'aligner contre lui. On peut les comprendre : lorsque dans la Gold Cup d'Ascot St. Simon affronte des concurrents, parmi lesquels Tristan, il les laisse à vingt longueurs. Et laisse à huit longueurs, sans forcer, le dénommé Chiselhurst dans la Gold Cup de Newcastle. Dans la Goodwood Cup, c'est l'ancien vainqueur du St. Leger, Ossian, qui est condamné à regarder sa croupe à 20 longueurs de distance. 
St. Simon ayant été privé de Triple Couronne, il n'a pu affronter en course l'élite de ses contemporains. Mais on sait qu'il était, de tous, le meilleur. Et on l'a vu. À l'automne, il participe à une séance d'entraînement très particulière, un galop public qui réunit les trois meilleurs classiques de l'année : Scot Free, le lauréat des 2000 Guinées, Harvester le Derby-winner (dead-heat avec St. Gatien) et The Lambkin, qui va s'imposer quelques jours plus tard dans le St. Leger. Aucun ne pourra approcher St. Simon. 
St. Simon reprend l'entraînement en vue d'une campagne à 4 ans, mais des soucis de santé l'empêchent de renouer avec la compétition. Invaincu, et probablement invincible à son époque, il rejoint le haras et l'immortalité. En 1886, lorsque l'hebdomadaire The Sporting Times demande à un panel de cent spécialistes de la chose hippique de choisir le meilleur cheval de l'histoire des courses anglaises, St. Simon est classé quatrième.

### Résumé de carrière
| Date          | Hippodrome  | Pays        | Course                          | Distance    | Jockey      | Place       | Écart       | Deuxième         |
| 1883, 2 ans   | 1883, 2 ans | 1883, 2 ans | 1883, 2 ans                     | 1883, 2 ans | 1883, 2 ans | 1883, 2 ans | 1883, 2 ans | 1883, 2 ans      |
| ------------- | ----------- | ----------- | ------------------------------- | ----------- | ----------- | ----------- | ----------- | ---------------- |
| 31 juillet    | Goodwood    | Royaume-Uni | Hullnaker Stakes                | 1 000 m     | F. Archer   | 1er         | 6           |                  |
| 1er août      | Goodwood    | Royaume-Uni |                                 | 1 000 m     | F. Archer   | 1er         | 1           |                  |
| 1er septembre | Epsom       | Royaume-Uni | Devonshire Sally Plate Handicap | 1 000 m     | F. Archer   | 1er         | 2           |                  |
| 14 septembre  | Doncaster   | Royaume-Uni | Prince of Wales Nursery Plate   | 1 400 m     | F. Archer   | 1er         | 8           |                  |
| 24 octobre    | Newmarket   | Royaume-Uni | Match Race                      | 1 200 m     | F. Archer   | 1er         | 3/4         | Duke of Richmond |
| 1884, 3 ans   |             |             |                                 |             |             |             |             |                  |
| 15 mai        | Newmarket   | Royaume-Uni | Trial Match                     | 2 400 m     | C. Wood     | 1er         | 6           | Tristan          |
| 30 mai        | Epsom       | Royaume-Uni | Epsom Gold Cup                  | 2 400 m     | F. Archer   | 1er         | walk over   | walk over        |
| 12 juin       | Ascot       | Royaume-Uni | Gold Cup                        | 4 000 m     | C. Wood     | 1er         | 20          | Tristan          |
| 26 juin       | Newcastle   | Royaume-Uni | Newcastle & Gosforth Gold Cup   | 2 400 m     | C. Wood     | 1er         | 8           | Chiselhurst      |
| 31 juillet    | Goodwood    | Royaume-Uni | Goodwood Cup                    | 4 000 m     | C. Wood     | 1er         | 20          | Ossian           |

## Au haras
Au haras, St. Simon est aussi dominateur qu'il le fut en course. Entre 1890 et 1901, il obtient neuf titres de champion sire, et donne pas moins de 10 vainqueurs classiques en Angleterre, qui à eux tous cumulent 17 victoires classiques. Dans l'histoire, seuls Stockwell dans les années 1860, et un siècle plus tard Sadler's Wells et son fils Galileo peuvent en dire autant ou ont fait mieux. Parmi ses rejetons classiques, deux ont remporté la Triple Couronne anglaise des poulains (Diamond Jubilee en 1900) et des pouliches (La Flèche en 1892).  
Mais surtout St. Simon, qui compte six titres de tête de liste des pères de mères, a eu une influence pratiquement sans égal sur l'élevage mondial et on peut dire que sa descendance est omniprésente encore aujourd'hui, et qu'on peinerait à trouver des pedigrees exempts de son sang. Il suffit pour s'en convaincre d'observer les multiples occurrences de son nom dans les pedigrees des principaux étalons du XXe siècle : il apparaît quatre fois dans le pedigree de Nearco, et quinze fois dans les huit premières générations de celui de son petit-fils Northern Dancer. 
St. Simon s'éteint en 1908, à 27 ans. Son squelette est conservé au Musée d'histoire naturelle de Londres. 

## Origines
St. Simon est né des œuvres de Galopin, un autre phénomène élevé par le Prince Batthyány, qui remporta 10 de ses 11 sorties, parmi lesquelles le Derby 1875. Galopin fut lui aussi un étalon hors pair, très influent, trois fois champion sire (1888, 1889, 1898) et notamment père de mère de Bayardo et du fameux Flying Fox, dont le pedigree est marqué par un inbreeding très serré sur lui, 2x3. St. Angela, la mère de St. Simon, n'eut pas d'autre coursier remarquable, mais l'une de ses filles, Angelica, donna le champion et grand étalon Orme (accessoirement le père de Flying Fox).

### Pedigree
| Origines de St. Simon (IRE), mâle bai né en 1881 | Origines de St. Simon (IRE), mâle bai né en 1881 | Origines de St. Simon (IRE), mâle bai né en 1881 | Origines de St. Simon (IRE), mâle bai né en 1881 |
| ------------------------------------------------ | ------------------------------------------------ | ------------------------------------------------ | ------------------------------------------------ |
| Père Galopin 1872                                | Vedette 1854                                     | Voltigeur                                        | Voltaire                                         |
| Père Galopin 1872                                | Vedette 1854                                     | Voltigeur                                        | Martha Lynn                                      |
| Père Galopin 1872                                | Vedette 1854                                     | Mrs. Ridgway                                     | Birdcatcher                                      |
| Père Galopin 1872                                | Vedette 1854                                     | Mrs. Ridgway                                     | Nan Darrel                                       |
| Père Galopin 1872                                | Flying Duchess 1853                              | The Flying Dutchman                              | Bay Middleton                                    |
| Père Galopin 1872                                | Flying Duchess 1853                              | The Flying Dutchman                              | Barbell                                          |
| Père Galopin 1872                                | Flying Duchess 1853                              | Merope                                           | Voltaire                                         |
| Père Galopin 1872                                | Flying Duchess 1853                              | Merope                                           | Velocidede's Dam                                 |
| Mère St. Angela 1865                             | King Tom 1851                                    | Harkaway                                         | Economist                                        |
| Mère St. Angela 1865                             | King Tom 1851                                    | Harkaway                                         | Fanny Dawson                                     |
| Mère St. Angela 1865                             | King Tom 1851                                    | Pocahontas                                       | Glencoe                                          |
| Mère St. Angela 1865                             | King Tom 1851                                    | Pocahontas                                       | Marpessa                                         |
| Mère St. Angela 1865                             | Adeline 1851                                     | Ion                                              | Cain                                             |
| Mère St. Angela 1865                             | Adeline 1851                                     | Ion                                              | Margaret                                         |
| Mère St. Angela 1865                             | Adeline 1851                                     | Little Fairy                                     | Hornsea                                          |
| Mère St. Angela 1865                             | Adeline 1851                                     | Little Fairy                                     | Lacerta (Famille 11-c)                           |